# Václav Lohniský
Václav Lohniský (ur. 5 listopada 1920 w Holicach, zm. 18 lutego 1980 w Jilemnicach) – czeski aktor filmowy, teatralny oraz reżyser. W latach 1950–1980 zagrał w 120 filmach i serialach telewizyjnych.

## Życiorys
W 1946 roku Lohniský ukończył aktorstwo, a w 1948 roku reżyserię w Konserwatorium Praskim. 
Zmarł na zawał serca w Jilemnicach podczas pracy na planie filmu Karkonosz i narciarze. Pochowany został na Cmentarzu Olszańskim w Pradze.

## Wybrana filmografia
- Wrześniowe noce (1957)
- A Higher Principle (1960)
- Wszyscy dobrzy rodacy (1968)
- Młot na czarownice (1970)
- Kronika gorącego lata (1973)
- Zaklęte rewiry (1975)
- Mareczku, podaj mi pióro! (1976)

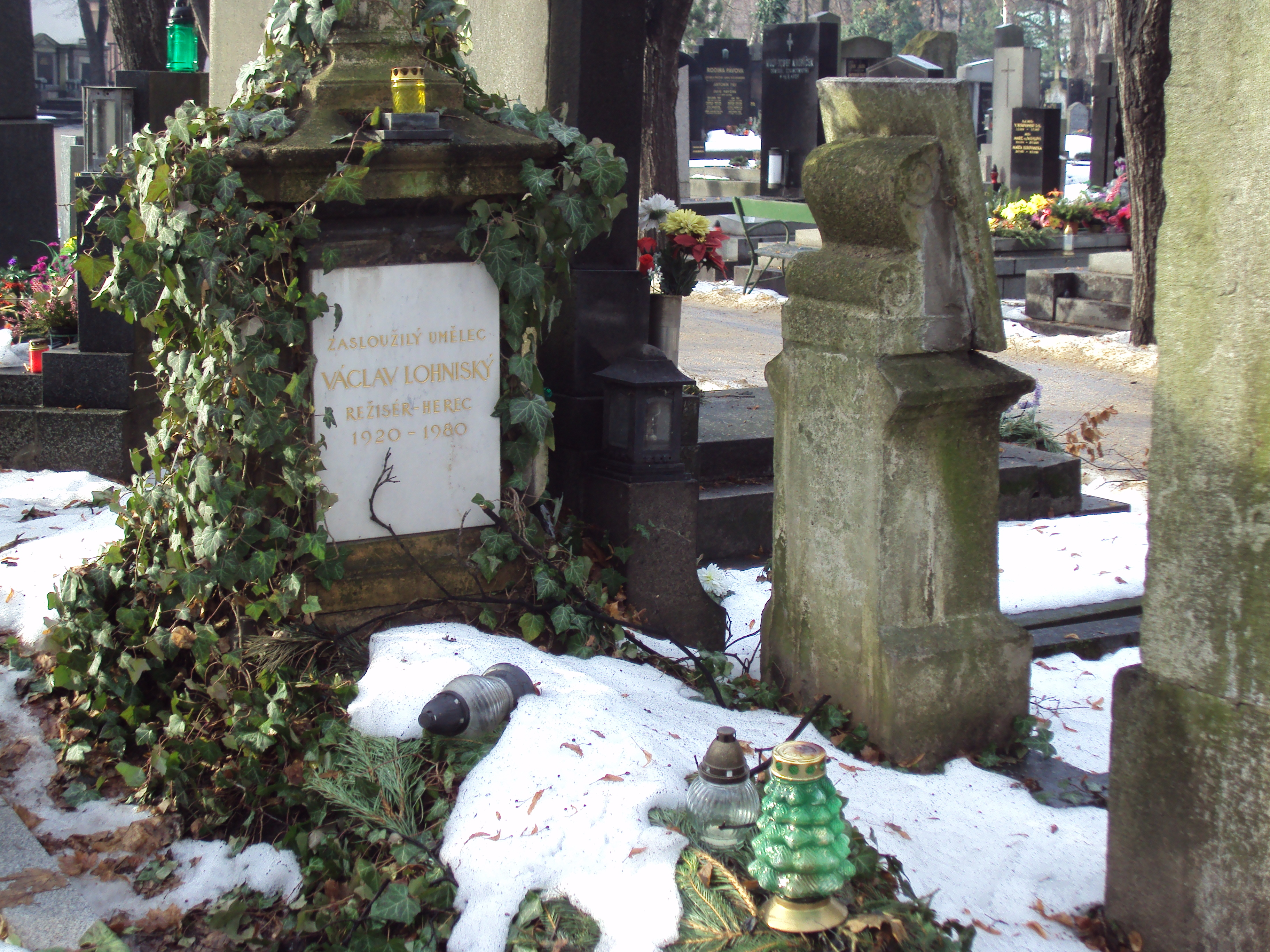
Nagrobek Lohniský’ego

- Adela jeszcze nie jadła kolacji (1977)
- The Ninth Heart  (1978)
- Królewicz i gwiazda wieczorna (1979)
- Arabela (1979)